# Осло (Минесота)
Осло (енгл. Oslo) град је у америчкој савезној држави Минесота.

## Демографија
По попису из 2010. године број становника је 330, што је 17 (-4,9%) становника мање него 2000. године.
| Група             | 2000.       | 2010.       |
| Белци             | 279 (80,4%) | 253 (76,7%) |
| Афроамериканци    | 0 (0,0%)    | 0 (0,0%)    |
| Азијати           | 0 (0,0%)    | 1 (0,3%)    |
| Хиспаноамериканци | 67 (19,3%)  | 67 (20,3%)  |
| Укупно            | 347         | 330         |